# Forces armées béninoises
Les Forces armées béninoises (FAB) sont composées de l'Armée de terre, des Forces navales, de la Force aérienne et de la Garde du pays.

## Missions
La constitution du 11 décembre 1990 a prescrit aux Forces armées béninoises d’assurer la couverture sécuritaire effective, permanente et efficace du territoire, ainsi que la vigilance aux frontières. La politique de défense repose sur une stratégie défensive et de solidarité régionale. Respectueuse du principe de bon voisinage, elle est concrétisée par la signature de pactes régionaux : 
- accord de non-agression et d’assistance en matière de défense avec les États membres de l’ex-Communauté économique de l’Afrique de l’Ouest (CEAO)
- protocole d’accord d’assistance mutuelle en matière de défense ratifié par la majorité des États membres de la Communauté économique des États de l'Afrique de l'Ouest (CEDEAO).

Ses missions sont officiellement les suivantes :
- préserver l’intégrité du territoire, la vie des citoyens et la souveraineté nationale
- contribuer à la sécurité et la stabilité régionale
- participer au développement socio-économique du pays
- permettre à l’État d’honorer ses engagements internationaux en faveur de la paix et de la sécurité internationales

## Armée

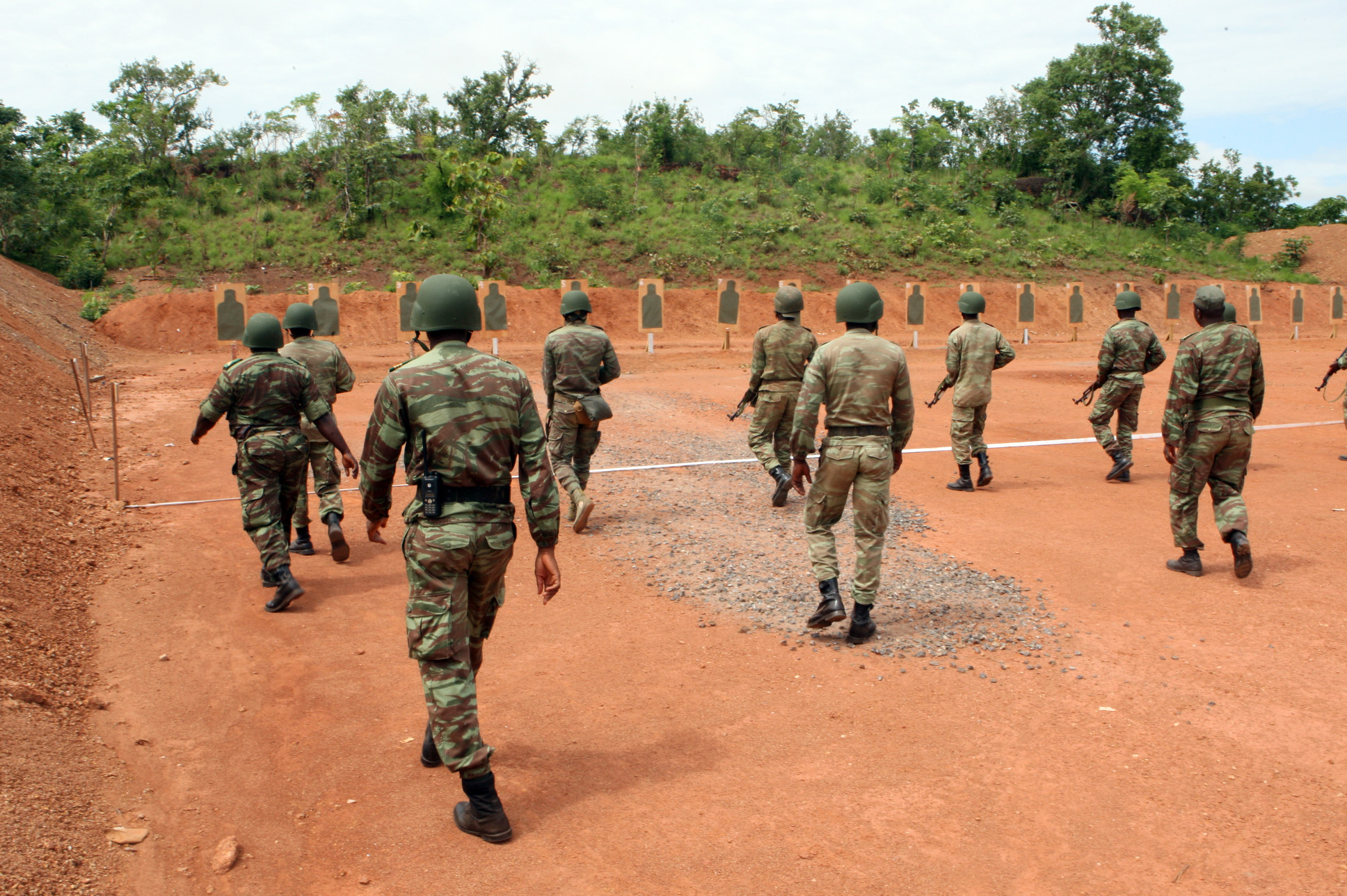
Soldats béninois sur un champ de tir à Bembéréké en juin 2009

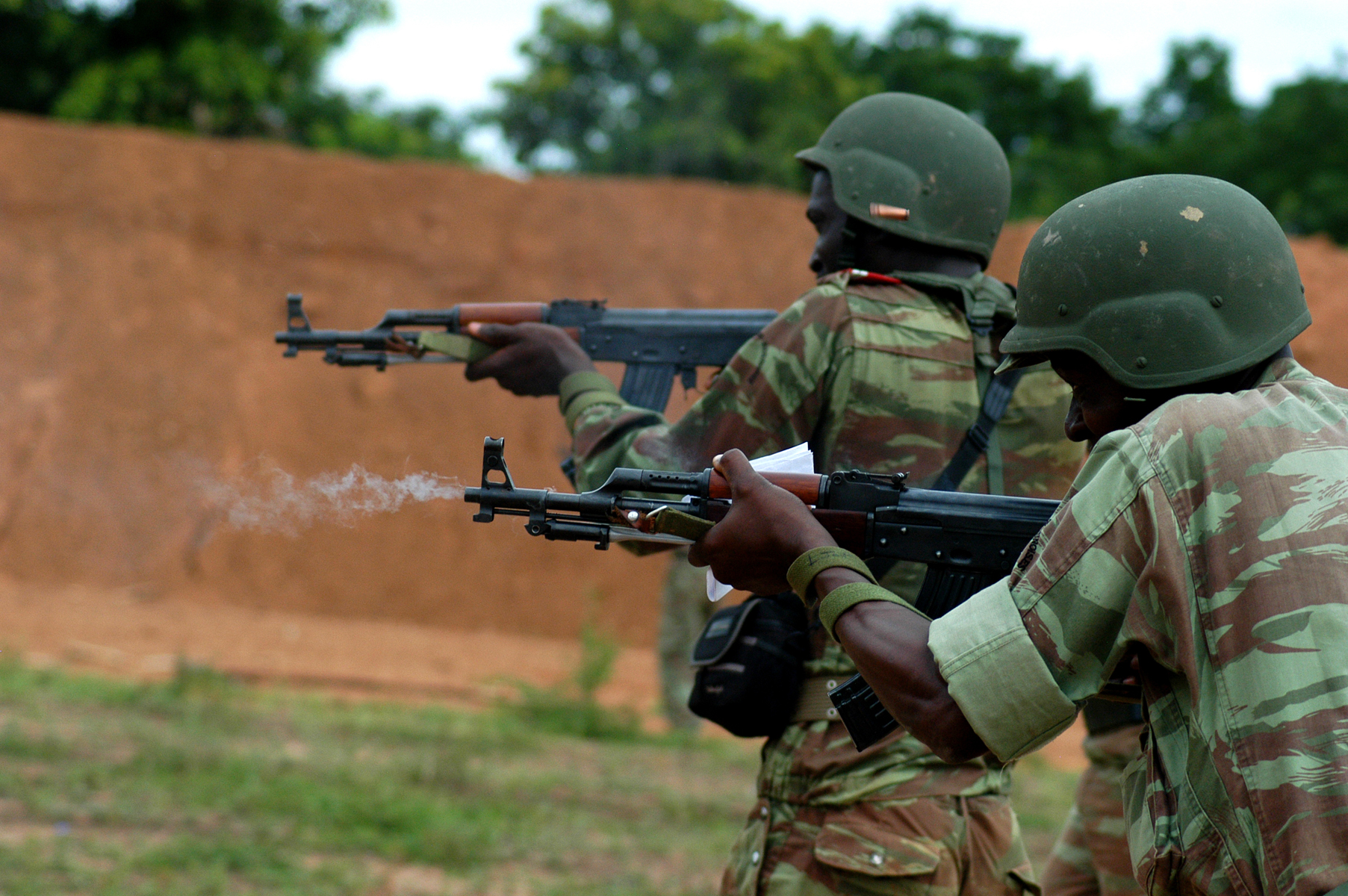
Soldats béninois à l'entraînement aux armes légères (Fusil Type 56)

En 2012, l'Armée du Bénin est constituée de 6 800 hommes et femmes et comprend les unités et équipements suivants :
Unités :
- 1er bataillon commando parachutiste
- 1er bataillon d’intervention motorisé
- 1er groupement blindé
- Groupement national des sapeurs-pompiers
- 1er bataillon interarmes
- 2e bataillon interarmes
- 3e bataillon interarmes
- 7e bataillon interarmes
- 8e bataillon interarmes
- 1er bataillon d’artillerie mixteVéhicule des sapeurs-pompiers du Bénin
- 1er bataillon du génie
- 1er bataillon des transmissions
- 1er bataillon du matériel
- 1er bataillon du train
- groupe du quartier général

Équipements principaux :
| Équipement             | Mission                             | En service | Remarques                                         |
| PT-76                  | Char amphibie                       | 20         |                                                   |
| VBL                    | Véhicule blindé léger               | 10         |                                                   |
| BRDM-2                 | Automitrailleuse                    | 14         |                                                   |
| M8                     | Véhicule blindé à roues             | 7          | Véhicule conçu lors de la Seconde Guerre mondiale |
| AML-90                 | Véhicule blindé à roues             |            |                                                   |
| M113                   | Véhicule blindé transport de troupe | 16         | anciennement de l'armée de terre belge            |
| ZPU-4                  | Canon anti-aérien                   |            |                                                   |
| L118                   | Canon tracté de 105 mm              | 12         |                                                   |
| M101                   | Canon tracté de 105mm               | 4          |                                                   |
| Lance-roquettes        | Arme anti-char                      |            | de type RPG-7 ou LRAC                             |
| Pistolets              | Arme d'infanterie                   |            | TT-33                                             |
| Pistolets mitrailleurs | Arme d'infanterie                   |            | MAT-49                                            |
| Fusils                 | Arme d'infanterie                   |            | de type MAS 49-56, MAS 36 ou SKS                  |
| Fusils d'assaut        | Arme d'infanterie                   |            | de type AK-47, AKM ou Type 56                     |
| Fusil mitrailleur      | Arme de soutien d'infanterie        |            | MAC 24/29                                         |
| Mitrailleuses          | Arme de soutien d'infanterie        |            | de type AAT-52, RPD,RP-46,DShK ou Browning M2     |
| Missile surface-air    | Anti-aérien                         |            | de type SA-7 et SA-9                              |

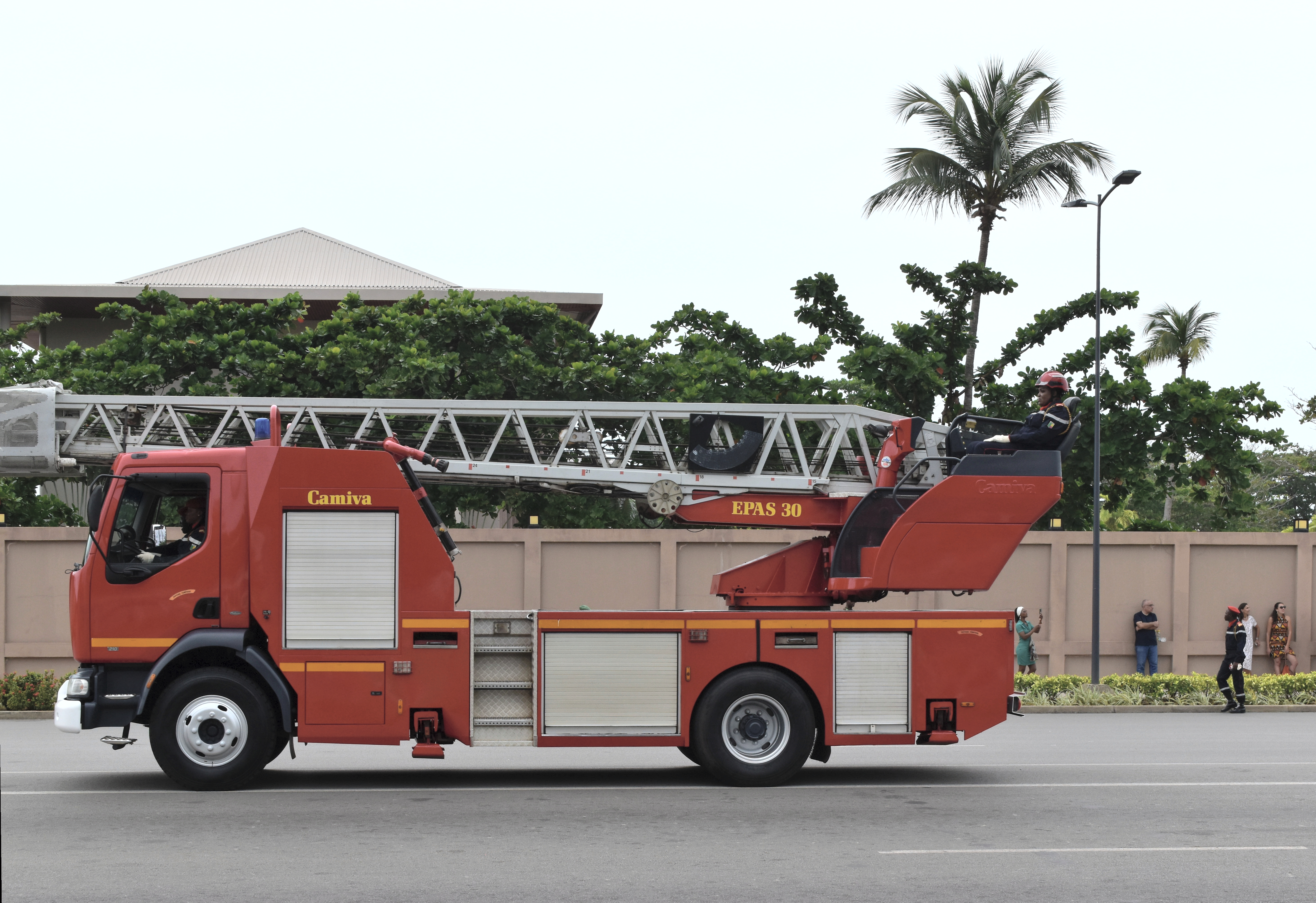
Véhicule des sapeurs-pompiers du Bénin

6 ACMAT Bastion sont livrés en 2018 et 2019.
En 2023, la France a fourni 15 Véhicules de l'avant blindé, les huit premiers le 20 janvier 2023.
Uniformes :
Les militaires béninois portent un casque SPECTRA et le treillis camouflé fournis par la France.

## Forces navales béninoises

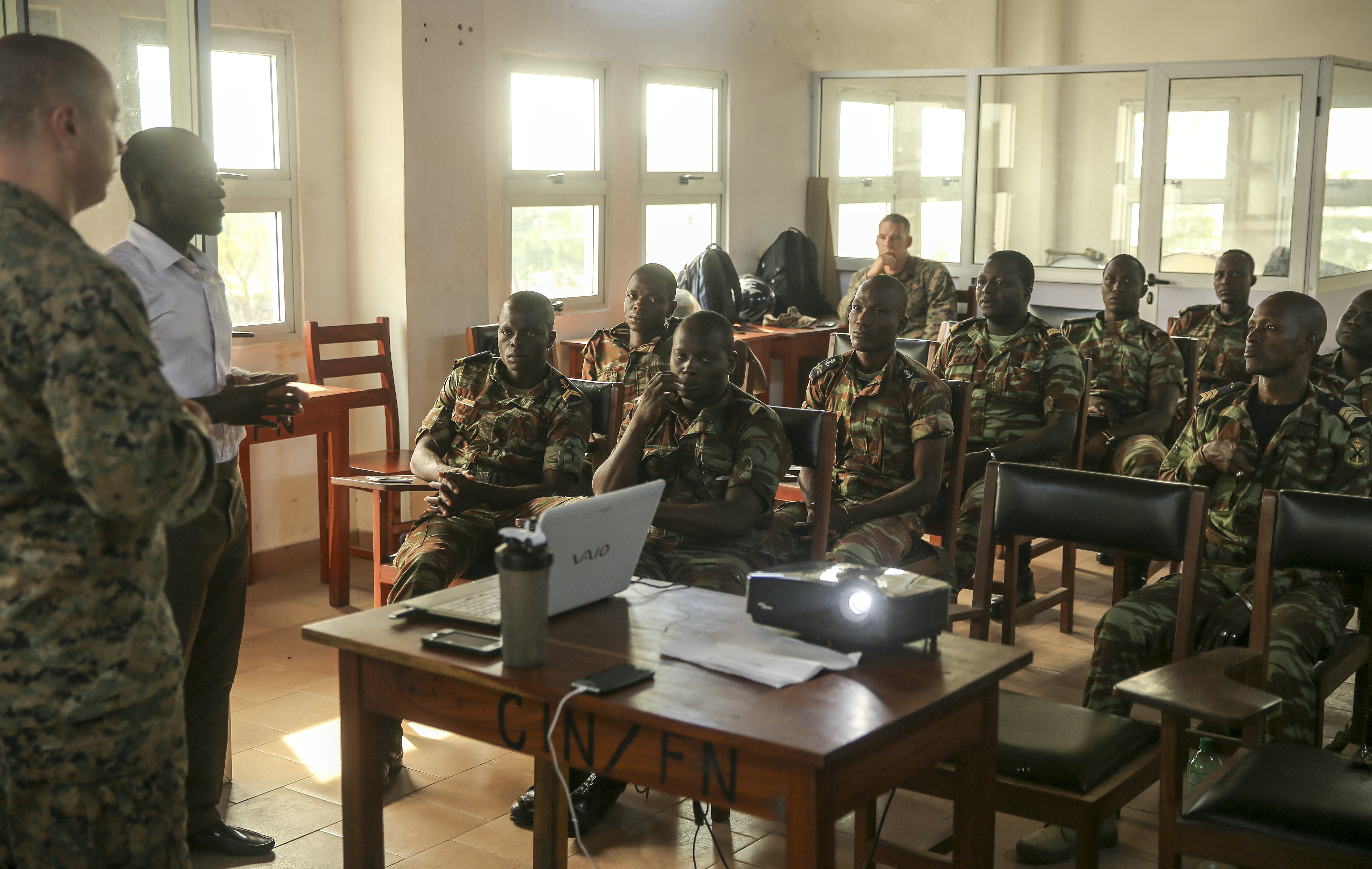
Formation de sous-
officiers des Forces navales béninoises

Les Forces navales béninoises sont servies par 500 hommes et femmes et utilise principalement cinq patrouilleurs côtiers pour la surveillance de son littoral et la lutte contre la piraterie maritime.

## Force aérienne du Bénin
La Force aérienne du Bénin (FAB) est servie en 2010 par 400 personnels mettant en œuvre une douzaine d'appareils.
Deux appareils sont en service en 2021.
| Appareil         | Mission                  | En service | Remarques                                                                 |
| Boeing 727       | Avion de ligne           | 1          | Acquis de la compagnie Iberia et modifié en 2007-2008, immatriculé TY-24A |
| DHC-6 Twin Otter | Avion de transport léger | 1          | acquis en 1989                                                            |

Deux hélicoptères H125M (TY-37H et TY-38H), et début juillet 2023, 3 hélicoptères Super Puma ex-jordaniens sont fournis par la France. Ils sont immatriculés TY-39H, TY-40H et TY-41H.

### Anciens appareils
Après avoir obtenu son indépendance de la France en 1960, la Force aérienne du Bénin était équipée de sept Douglas C-47 Skytrain fournis par la France, quatre Max-Holste MH-1521 Broussard et deux Agusta-Bell 47G. Deux Fokker F27 sont entrés en service en 1978 pour des missions de transport avant d'être transférés à Air Bénin. Toujours à la même époque, deux Antonov An-26 ont été acquis. Fin 1985, deux Dornier Do 28 sont entrés en service pour remplacer les C-47. Un DHC-6 Twin Otter a été acquis en 1989.
| Appareil                  | Mission                      | En service | Remarques                                                                                            |
| HS 748                    | Avion de transport           | 1          | |
| Dornier Do 28             | Avion de liaison             | 2          | |
| Douglas DC-3              | Avion de transport           | 2          | |
| Aero Commander            | Avion de transport           | 1          | |
| Antonov An-26             | Avion de transport           | 2          | cloués au sol                                                                                        |
| Boeing 707                | Avion de ligne               | 1          | cloué au sol                                                                                         |
| LH-10 Ellipse             | Avion de surveillance        | 1          | 2 commandés, 1 livré à l'aéronautique navale fin 2012. Mais, faute de documentation, il ne vola pas. |
| Agusta A.109              | Hélicoptère léger polyvalent | 2          | |
| Eurocopter AS350 Écureuil | Hélicoptère léger polyvalent | 1          | |

## Garde républicaine
Effectif : environ 1 000 hommes.
Sous la direction du Colonel Tévoedjre Dieudonné[Quand ?], la Garde républicaine est chargée de la sécurité du président de la République, des ministres, des membres du gouvernement, des institutions de la République et de leur chef.

## Gendarmerie nationale
Le gendarmerie nationale béninoise n’existe plus depuis 2019. Elle a été fusionnée avec la police nationale pour créer la Police républicaine du Bénin.